# Farkas Ferenc (ügyvéd)
Farkasfalvi Farkas Ferenc, Farkas Ferenc Pál József (Fehérgyarmat, 1785. március 30. – 1844 után?) ügyvéd.

## Élete
Apja Farkas Ferenc. Középiskoláinak elvégezte után jogot hallgatott és a Brunswick gróf futaki és cserevici uradalmainak ügyésze volt. 1811-ben külföldön névtelenül jelentetett meg egy röpiratot adott a devalvációról. A parasztokat szóban és írásban is igyekezett tanítani az okosabb gazdálkodásra, az ésszerűbb termelésre, valamint a jobb életmód kialakítására. Egyik legfontosabb műve: A sáfárkodó magyar gazda. Az ipar fejlesztésének kérdéseivel is foglalkozott. Sokat tanult és tudását törekedett az egész nemzet hasznára alkotó módon átadni. Gazdasági és népszerűsítő filozofáló cikkeit több folyóirat is közölte.
Egy Delphin nevű készülék feltalálása által tette nevét emlékezetessé, amelyet 1820. október 1-jén a bécsi császári és királyi katonai uszodában mutatott be, 24 láb mélységű medencében, nagy feltűnést és sikert aratva vele. Az eszköz leírását Neue Erfindung. Delphin (1820) című, német nyelven megjelent művében részletezte. A Budai Napló 1936. december 24-ei száma a következőket írja róla a Vereinigte Ofner und Pester Zeitung 1820-as beszámolója alapján: "Az uj készülék nem egyéb mint egy alkalmatos készség, mellyel akármilyen tenger, vagy folyóvízben, tetszés szerinti mélységbe le lehet merülni, a vízben kézzel-lábbal működni és dolga végeztével idegen segítség nélkül bármikor kiemelkedni. Kinek kedve tartja, naphosszat is a viz alatt lehet és akármilyen pozícióban fel-alá mozoghat. A delfin-készülék előnye a buvárharang felett, hogy sem a levegő; sem a viz nyomása nem hat rá, nem kell levegőt beszivattyuzni, a búvárnak romlott levegőt lélegzeni és hogy tízszer olcsóbb mint a buvárharang. A találmány célja, elsülyedt hajókat kikutatni, azokat felszínre hozni, koral és borostyánhalászat, csigák és a tenger egyéb termékeinek felhozatala. [...] A feltaláló szolgája szállt le a vízbe, égő gyertyával felszerelt lámpást is bocsátottak utána és egy óra elteltével jött fel, akkor is a nézőközönség egyenes kívánságára senki sem segítetté a búvárt a felszínre és teljesen jól érezte magát, a világításnak sem volt baja." A próbatételen gróf Eszterházy József, Szvetics Jakab császári és királyi kamarás, gr. Forgács Ferenc, I. Griffits angol tudós és több előkelőség is jelen volt.

## Munkái
- A világ ritkasági avagy a természet és mesterség remekjei. Németből magyarázta. Pest, 1807. Hat rézmetszéssel.
- Az éjnek diadalma vagy a tündér lelkek. Rövid történetek az igazság szájából. Pest, 1808.
- Kotzebue Ágoston szindarabjai. Magyarázta. Pest, 1809. (Az őrző angyal, A fájától nem messze esik a gyümölcs, A világ kormánya a szeretet. Ebben az a nevezetes, hogy ezek nem szindarabok, hanem novellák.)
- Azon pátens felől, mely Bécsben költ. 20. febr. s az egész országlásban 15. márcziusban lett közönségessé. Felelet ezen kérdésekre: Mit vesztünk vele, hogy a bankónak csak ötöd részét fizeti ki a Felség? Mit nyernénk vele, ha azt egész értékben ki-fizetné? Hely n., 1811. (Ugyanez latinúl. Hely n., 1811. Az Előszó Kassán kelt. Ism. Allg. Liter. Zeitung 1812. IV. 552. l.)
- Neue Erfindung. Delphin. Hely és év n. (Buvárgép, melylyel 1820. okt. 1. a bécsi uszodában sikerrel tettek kisérletet.)
- Javallat a kettős mássalhangzók egyes jegyeiről. Pesten szept. 1. 1840. (Egy lithogr. lap.)
- Sáfárkodó magyar gazda. Feleletűl a gazdasági egyesület által 1839. évre feltett azon kérdésre: Miután ujabb törvényeink engedelméből hazánk minden részein létesülhet tagosztály, mit tegyenek a nagyobb és kisebb birtoku gazdák és mindazok, kik magok mivelik földeiket, hogy ezen változás által a műveltebb és igy több hasznot igérő gazdálkodás nemére minő kevesebb költséggel s biztosan juthassanak, tekintetbe vévén a föld minéműségét, éghajlatot, vásári s egyéb körülményeket, jelesen pedig a téli s nyári istállóztatást, mennyire tagosztály által a közlegelő vagy épen megszünik, vagy megszükíttetik. Pest, 1841. Két kötet.
- Egy nemzeti magyar hitelbanknak és élelem biztosító intézetnek tervezett szabályai. Buda, 1841. (Ism. Athenaeum 1842.)
- Szerencse utja, vagy életbölcsesség. Franklin Benjamin nyomán a nép számára kidolgozta. Bpest. 1844. (Népszerű Könyvtár I. Kiadja az Iparegyesület és M. Ember Könyvtára I. 1863.)

Gazdasági és műipari cikkeket írt a Társalkodóba (1835.), a Kémlőbe (1836.), az Ismertetőbe (1840–1841.), a Műiparba (1841.), a Gazdasági Tudósításokba (1841.), a Magyar Gazdába (1841–48.), a Hasznos Mulatságokba (1842.), az Orvosi Tárba (1842.) és a Természetbarátba (1848.)